# 羅伯特·穆勒
羅伯特·斯旺·穆勒三世（英語：Robert Swan Mueller III，1944年8月7日—），曾擔任第六任联邦调查局局長、司法部特別檢察官。

## 生平
1944年出生於紐約市醫師醫院。1966年於普林斯頓大學文学士畢業。1967年於紐約大學取得国际关系碩士學位。1973年於弗吉尼亞大學取得法学博士學位，在越戰期間曾獲得銅星勳章。後在舊金山的司法部門任職。1990年代出任美國司法部助理部長。
2001年出任司法部副部長，同年6月獲總統小布什提名其出任聯邦調查局局長，其後參議院以98票支持、無人反對通過其任命。2011年，獲總統巴拉克·歐巴馬延長兩年任期，直至2013年由曾任司法部副部长的詹姆斯·科米接任此职。
2017年5月，時任總統唐納·川普被指控在當選之前涉及通俄門事件時，他出任該案的司法部特別檢察官。他于2019年3月22日向司法部长提交了调查报告，並表示沒有發現川普在選舉中有通俄的跡象。同年5月29日宣布辞去特别检察官并解散其办公室，从司法部退休。
他與夫人育有兩名女兒。